# Бабич, Шайхзада Мухаметзакирович
Шайхзада́ Мухаметзаки́рович Ба́бич (баш. Шәйехзада Мөхәммәтзәкир улы Бабич, тат. Шәехзадә Мөхәммәтзәкир улы Бабич; 2 [14] января 1895, дер. Асяново, Уфимская губерния — 28 марта 1919) — татаро-башкирский поэт и политический деятель. Классик башкирской национальной литературы. Деятель башкирского национально-освободительного движения, один из членов Башкирского Правительства (1917—1919). Председатель Всебашкирского союза молодёжи «Тулкын» (1917—1918).

## Биография

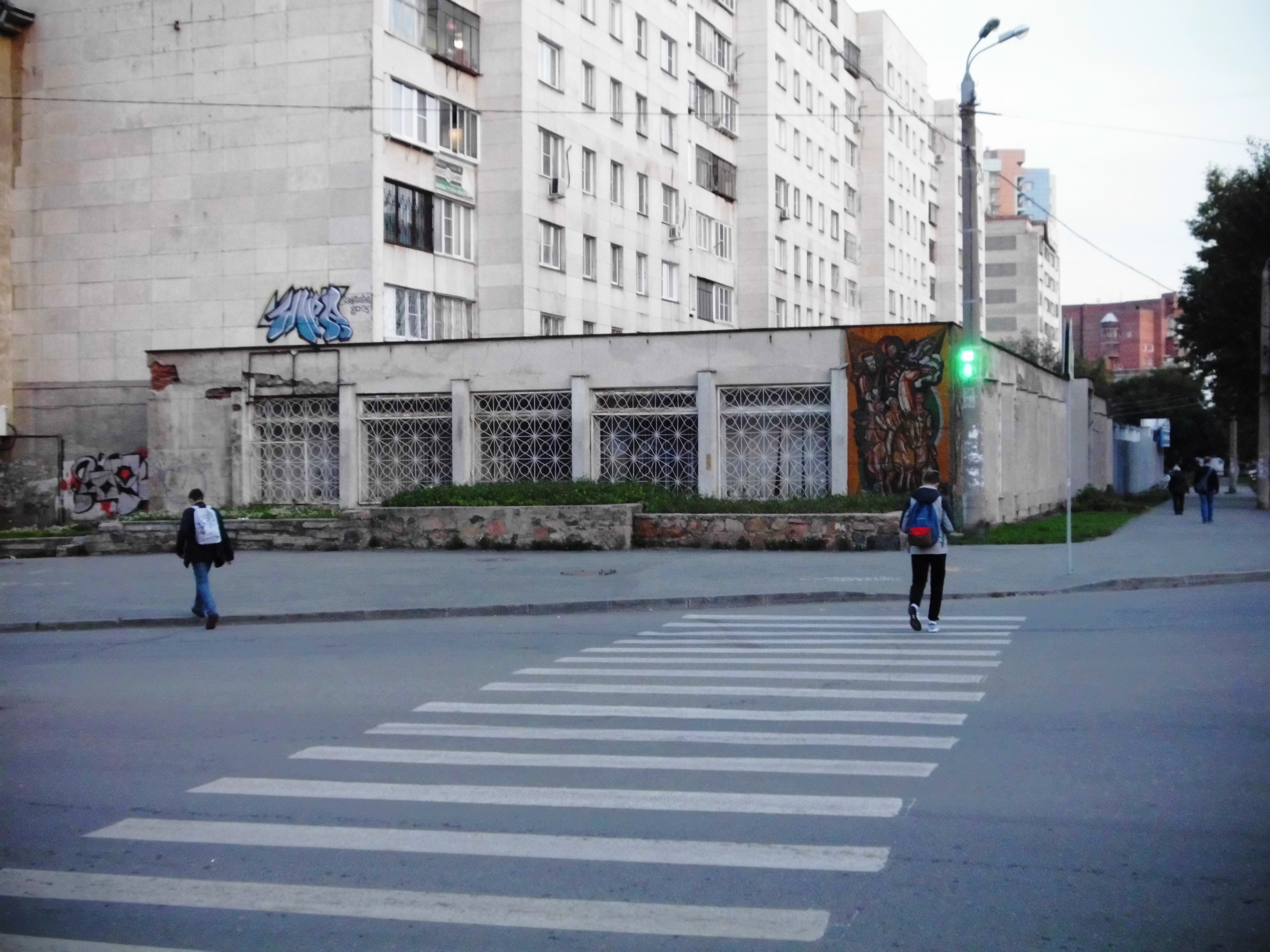
Здание библиотеки № 15 башкирской и татарской литературы имени Шайхзады Бабича в городе Челябинске

Родился в селе Асяново Бирского уезда Уфимской губернии (ныне в Дюртюлинском районе Башкортостана) в семье татарского муллы Мухаметзакира Бабичева, который происходил из башкир-вотчинников деревни Кигазытамаково Куюковой тюбы Канлинской волости (ныне Мишкинского района Башкортостана).
Шежере Бабичевых: Бабич (1688—1749) → Мухтар (1742—1822) → походный есаул Ишбулды (1778—1814) → указной мулла Гилуан (Галиян) (1811—?) → Мухаметзакир (1847—1922) → Шайехзада (1895—1919). Бабич в статье в газете «Башкорт» подписался как «канлы баласы» («сын канлинца»). Писатель и поэт Галимзян Гильманов так же говорил, что он поэт татарин по происхождению. Татарское происхождение поэта также нашло отражение и в его творчестве.
Начальное образование получил в родной деревне, в медресе у своего отца Мухаметзакира — указного муллы Асянского махалля. В 1910 году он уехал в казахские степи, обучал детей казахов.
В 1911—1916 годах учился в медресе «Галия» в Уфе. В годы учёбы Ш. Бабич глубоко увлекся литературой, участвовал в литературных и музыкальных кружках, печатался в рукописном журнале медресе «Парлак». После окончания учёбы он уехал в Троицк, работал учителем, одновременно сотрудничал в журнале «Акмулла».
Летние месяцы 1917 года находится в Уфе, затем переехал в Оренбург, где на первых порах работал в сатирическом журнале «Кармак» («Удочка»).
С осени 1917 года Ш. Бабич участник башкирского национального движения, секретарь Башкирского областного (центрального) шуро (совета) Автономного Башкортостана, редактор газеты «Башкорт», руководитель молодёжной организации башкир «Тулкын» («Волна»).
В 1918—1919 годах работал военным корреспондентом в башкирском войске.
25 февраля 1919 года назначен сотрудником отдела башкирской советской печати Башревкома.
28 марта 1919 года при переходе Башкирского войска на сторону РККА Шайхзада Бабич и его друг, поэт Габдулхай Иркабаев, были убиты красноармейцами 1-го Смоленского стрелкового полка в селе Зилаир Башкирской АССР. Исследовавший обстоятельства смерти Бабича и Иркабаева башкирский писатель Газим Шафиков считает, что их изрубили клинками на крыльце дома купца Подрядова, а «куски их тел затем вилами сложили на рогожу и выбросили в близлежащий ров вместе с телами многих сотен убиенных тогда башкир». Позже останки захоронили в братской могиле на окраине Зилаира, где в настоящее время стоит бюст Бабича.

## Творчество
Создавал свои произведения на татарском языке. Галимджан Ибрагимов отмечал, что Бабич писал на чистейшем литературном татарском.
Большая часть творчества уделено у поэта татарскому обществу своего периода. В произведении «Һатиф вә татар», написанное им в 1913 году, Бабич призывает к совести, к честности и справедливости татар через диалог, с ангелом. В стихотворении «Некоторые наши студенты» («Бәгъзе студенларыбыз», 1914) автор с усмешкой описывает татарских шакирдов, которые в городах обрусевают, отказываясь от своей родной культуры, переживает об утрате их татарского языка.
В стихотворении «Хөррият бүләге» («Подарок свободы») Бабич описывает о новых возможностях татар, об их свободе в рушащейся Российской империи, пытался выразить общее настроение татарского народа.
Также встречаются стихотворения просвещенные и башкирам, в 1916 году поэт написал стихотворение «Көтәм», в котором выразил свою боль относительно того, в каком плачевном состоянии пребывают деревни башкир.
Йөргән чакта башкорт тугайларын,
Җаным әллә кайда җилкенә.
Ишеткәндә моңлы курайларын,
Йөрәгемә моңнар бөркелә...
Тауларына менсәм, кырда йөрсәм.
Балкый җәннәт нуры... Гөлстан.
Мескен башкорт авылын килеп күрсәм,—
Ацкый хәсрәт... үлем... Гүрстан!..
Перевод:
Странствуя у родных мне башкир,
Душа моя где только не носилась!
Как только слышу моң их кураев,
Сердце моё наполняется грустью...
Если взберусь я на горы, если пройдусь по полю,
Светит луч Рая... Гульстан,
Но стоит мне прибыть к башкирской деревни, то вижу я —
Ацкое горе... смерть... Гурстан!...
Единственный прижизненный сборник стихов Ш. Бабича «Синие песни. Молодой Башкортостан» вышел в 1918 году в Оренбурге.

## Произведения
- Мы (1918).
- Памяти Амира Карамышева (22 августа 1918).
- Молитва воина (1918).
- Стихотворное обращение к башкирскому народу по поводу соглашения с большевиками (25 февраля 1919).
- Хыялбай (1919).
- Примирились (1919).
- «Һатиф вә татар» (1913).[источник не указан 750 дней]
- Проведи жизнь краткую в борьбе! (1915, изд. 1922[нет в источнике]).
- Раскрой глаза, джигит! (1918).
- Курай (1918).
- Корректорам и наборщикам (1917).
- «Да здравствуют рабочие!» (1917)[источник не указан 750 дней]
- «Социалистам-предателям»,[источник не указан 750 дней]
- Книга (1910).
- «Несчастен я»[источник не указан 750 дней]
- Наш сад (1910).
- Дождик, лей!
- Жалоба (1910).
- «Да здравствует рабочий!»[источник не указан 750 дней]
- «Подарок свободы»[источник не указан 750 дней]
- «Сходство частичное»[источник не указан 750 дней]
- «Весенняя песнь»[источник не указан 750 дней]
- Красавицы (1916).
- Цветник имен (1917).
- Скрипка (1915).
- Мандолина.
- Нежданно (1918).
- Спешу (1910).
- Два шакирда (1910).
- Назидание (Самому себе) (1911).
- Эфенди Габдулла Тукаев (1911).
- Коза и свинья (1911).
- «Стой, заткнувшись…» (1911).
- Душа (1911).
- Печаль (1911).
- Песни «Галии» (1912).
- Говорят (1912).
- Совесть и амбиция (1912).
- Жалеет (1912).
- На смерть Тукая.
- В ожидании песни (1913).
- Разве сравнится? (1913).
- «О мой Бог!…» (1913).
- «Ты прислала, тетка…» (1913).
- В подавленном состоянии (1913).
- В блаженном состоянии (1913).
- «По реке сплывает…» (1913).
- Для народа (1914).
- Одна минута (1914).
- Благополучие и знания (1914).
- Жадность — дьявол (1914).
- Богач и бедняк (1914).
- «Коль нет в груди…» (1914).
- На луну взошёл (1914).
- «Согласны мы…» (1914).
- Летучая мышь (1914).
- Разброд мыслей (1914).
- Вперед, моя нация! (1915).
- Сетования поэта (1915).
- «Дай свободу…» (1915).
- Плач пьянчуги (1915).
- Экспромт (1915).
- Я! (1915).
- Прожитые годы (1915).
- Му́ка (1915).
- В минуту безнадежности (1915).
- Советы (1915).
- Весенние праздники (1915).
- Памяти досточтимого хазрета Сунчалея (1915).
- Тимеру мое благословение (1915).
- Мой ангел (1915).
- Миру (1915).
- Ожидание (1916).
- Кто? (1916).
- Гусыня (Воспоминания детства) (1916).
- Дни прошлые (1916).
- Аллегорические стихи (К десятилетию медресе «Галия») (1916).
- Голос (1916).
- Улетели (1916).
- Зимняя дорога (1916).
- Пробуждение (Воспоминания отрочества) (1916).
- Благостный день (Воспоминания о лете) (1916).
- Я — гений (1916).
- Песнь радости (1916).
- Шесть лет (1916).
- Во мгле жизни (1916).
- Счастье (1916).
- Аллах или Иблис (1916).
- «Знаю, Махмут…» (1916).
- После гаита (1916).
- Беззубая девушка (1916).
- Для кого? (1916).
- Цветы (1916).
- Тихая ночь (В ауле) (1916).
- «Дни тягостны…».
- Возле соловья, что в клетке (1916).
- Девушка (1916).
- Всё ушло (1916).
- Надпись на надгробии юного поэта (1916).
- Хочу (1916).
- «Шёл я без следа…» (1916).
- Сцена нашей жизни (1916).
- Ба́ям (1917).
- «Сквозь мерзлое окно слежу…» (1917).
- Подойди, Сабия! (1917).
- Аклиме (1917).
- «Бобровые шапки дают…» (1917).
- Шамсикамар (1917).
- Душа моя!
- Метаморфоза мусульманина (1917).
- Торжество тварей (1917).
- Дар свободы (1917).
- Кровавая тень (1917).
- Мулла (1917).
- Война (1917).
- Ожидание (1917).
- Эй, большевик! (1917).
- В разгуле дум (1917).
- Фальшивый социалист (1917).
- «Жив-здоров я…».
- «Кривошея моя…» (1917).
- Список номер один (1917).
- Красные призывы (1917).
- Почва (1917).
- В ответ на письмо друга-солдата (1917).
- Я силён! (1917).
- Жвачка горьких слов (1917).
- Песни дёмских берегов (1917).
- В час отъезда (1917).
- Песни (1917).
- «Раздуваешь море…» (1917).
- «Я на станцию…» (1917).
- Кто что делает? (1918).
- Праздник (1918).
- Подноси (1918).
- Правая нога и левая нога (1918).
- Неси (1918).
- «Тучи виснут…» (1918).
- Гордись, башкир! (1918).
- Воинский марш (На мотив песни «Эскадрон») (1918).
- Салават-батыр (1918).
- Враги (1918).
- Любовь (1918).
- Два лебедя (Притча) (1918).
- День 2 января (1918).
- Весенняя песнь (1918).
- Башкортостан (1918).
- Татарину, выступающему против автономии башкир.
- Проводникам казанской платформы (1919).

### Другие произведения
- Поэмы (в авторской терминологии, баллады): «Газазил» и «Кандала (Клоп)» (обе 1916).
- Цикл эпиграмм «Китабеннас»[нет в источнике].

## Память
- В 1993 году режиссёр Малик Якшимбетов снял документальный фильм «На камне кровь моя густая» о поэте Шайхзаде Бабиче.
- В 1995 году Правительство Республики Башкортостан учредило государственную молодёжную премию имени Шайхзады Бабича.
- На родине поэта в 1995 году был открыт музей Ш. Бабича[17].
- Школе д. Асяново и башкирской гимназии с. Зилаир присвоено имя Ш. Бабича.
- Установлены бюсты поэта в Асяново, Сибае, Зилаире и в родовом селении Бабичевых — деревне Кигазытамак Мишкинского района Башкортостана.
- Установлены мемориальные доски в здании медресе «Галия» и в здании с. Зилаир, где погиб поэт.
- Улицы многих населённых пунктов Башкортостана носят имя Ш. Бабича.
- В Челябинске располагается Библиотека башкирской и татарской литературы имени Ш. Бабича.
- В 2017 году режиссёр Булат Юсупов снял художественный фильм «Бабич» о великом башкирском поэте и общественно-политическом деятеле Шайхзаде Бабиче. В фильме роль поэта исполнил актёр Ильгиз Тагиров[18].
- 28 июня 2019 года открыт памятник поэту перед зданием телецентра в Уфе.